# Strażnica WOP Łysa Polana

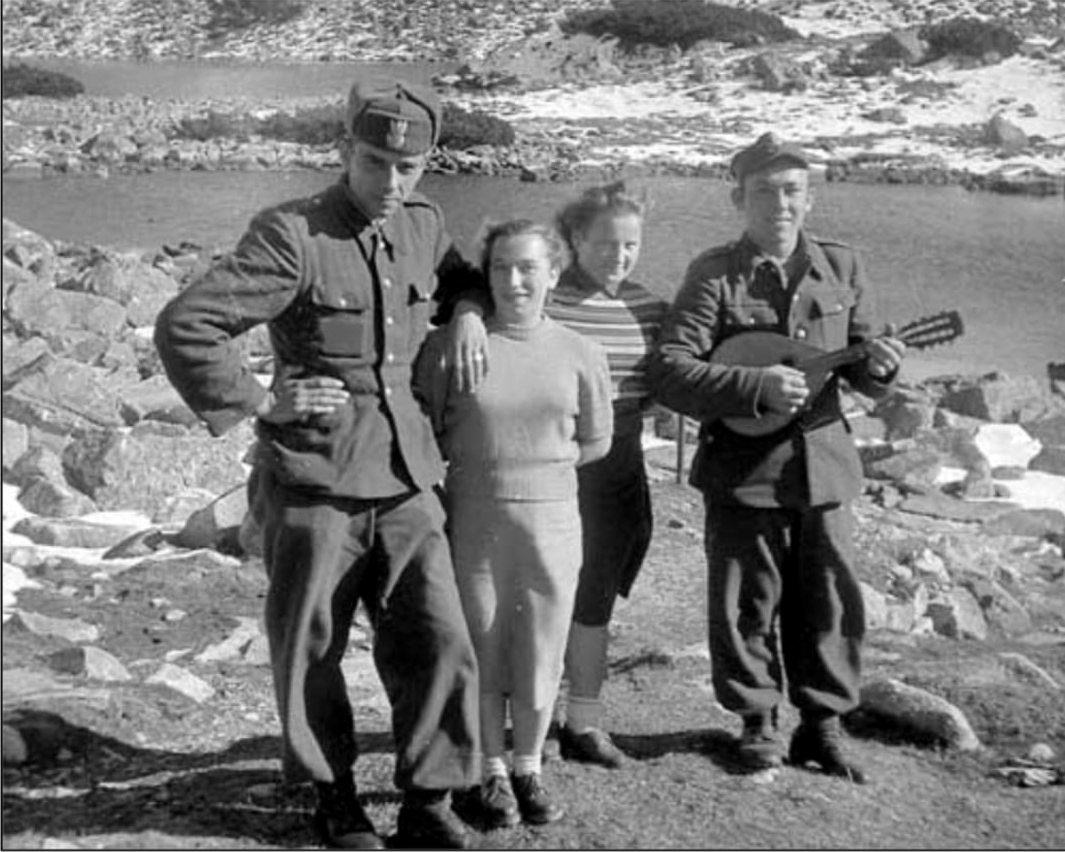
Żołnierze WOP w Dolinie Pięciu Stawów Polskich – z siostrami, które przyjechały w odwiedziny (1953)

Strażnica Wojsk Ochrony Pogranicza Skała/Łysa Polana – zlikwidowany podstawowy pododdział graniczny Wojsk Ochrony Pogranicza pełniący służbę graniczną na granicy granicy polsko-czechosłowackiej.

Strażnica Straży Granicznej na Łysej Polanie – zlikwidowana graniczna jednostka organizacyjna Straży Granicznej realizująca zadania bezpośrednio w ochronie granicy państwowej z Czechosłowacją/Republiką Słowacką.

## Formowanie i zmiany organizacyjne

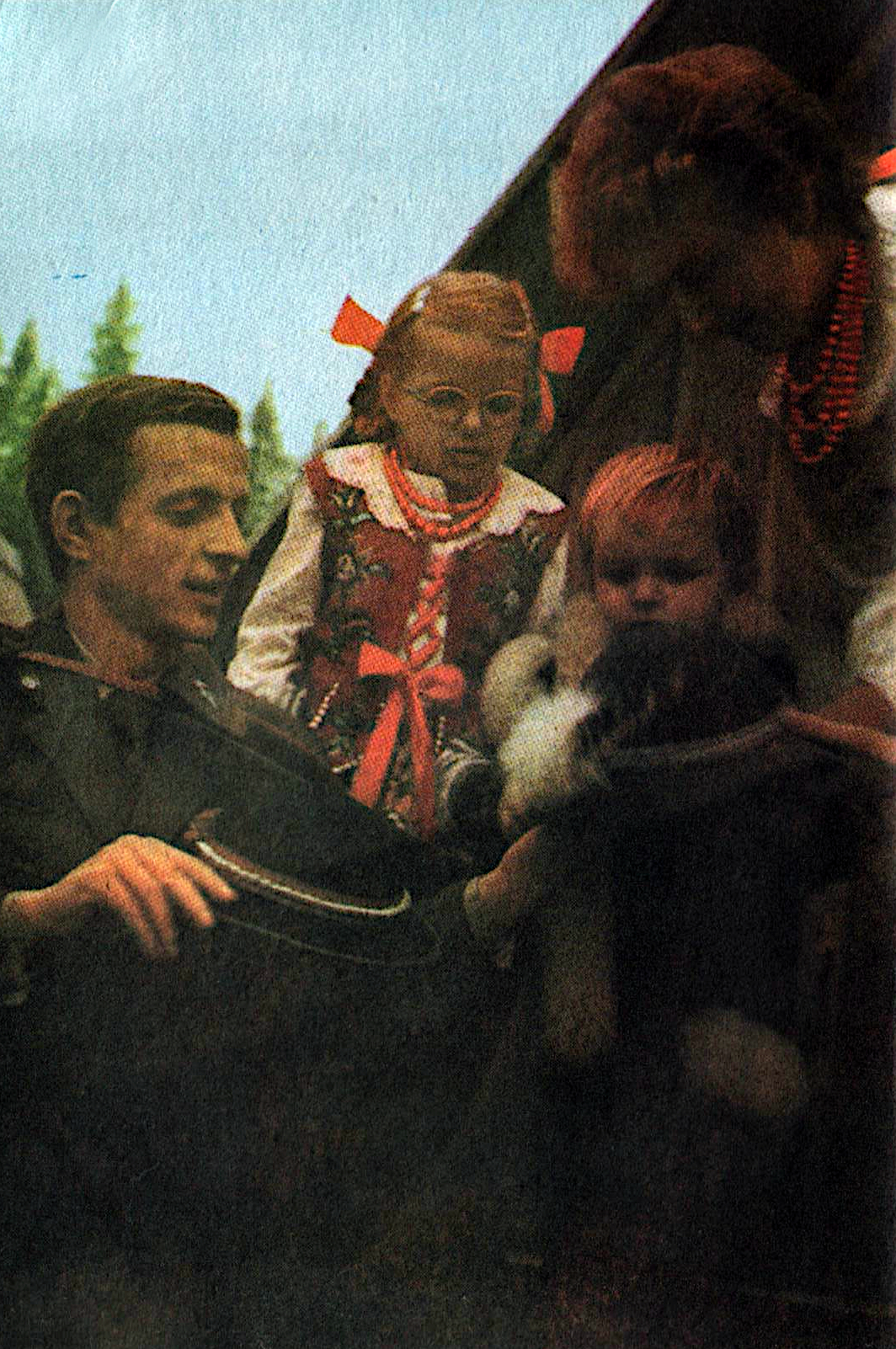
ppor. Zbigniew Kozyra d-ca strażnicy z rodziną w strojach góralskich (1986)

Strażnica została sformowana w 1945 w strukturze 41 komendy odcinka jako 187 strażnica WOP (Skała) o stanie 56 żołnierzy. Kierownictwo strażnicy stanowili: komendant strażnicy, zastępca komendanta do spraw polityczno-wychowawczych i zastępca do spraw zwiadu. Strażnica składała się z dwóch drużyn strzeleckich, drużyny fizylierów, drużyny łączności i gospodarczej. Etat przewidywał także instruktora do tresury psów służbowych oraz instruktora sanitarnego.
Na początku 1947 obsada personalna strażnicy została wymieniona z obsadą 53 strażnicy WOP Czelin.
W związku z reorganizacją oddziałów WOP 24 kwietnia 1948, 187 strażnica OP Łysa Polana została włączona w struktury 53 batalionu Ochrony Pogranicza, a 1 stycznia 1951 32 batalionu WOP w Nowym Targu .
Od 15 marca 1954 wprowadzono nową numerację strażnic, a strażnica WOP Łysa Polana II kategorii  otrzymała nr 191 w skali kraju. 
W 1956 rozpoczęto numerowanie strażnic na poziomie brygady. Strażnica II kategorii Łysa Polana miała nr 5 w 3 Brygadzie Wojsk Ochrony Pogranicza w Nowym Sączu .
1 stycznia 1960 była jako 17 strażnica WOP Łysa Polana kategorii III w strukturach 32 batalionu WOP w Nowym Targu .
W 1963 przeniesiono strażnicę III kategorii Łysa Polana do kategorii IV.
1 stycznia 1964 11 strażnica WOP Łysa Polana lądowa miała status IV kategorii w strukturach 32 batalionu WOP Nowym Targu.
1 czerwca 1976, w związku z przejściem na dwuszczeblowy system dowodzenia, rozwiązano 32 Batalion WOP w Nowym Targu. W jego miejsce zorganizowano placówkę zwiadu i kompanię odwodową, a podległe strażnice i placówki zostały włączone bezpośrednio pod sztab 3 Karpackiej Brygady WOP w Nowym Sączu, w tym Strażnica WOP Łysa Polana.
W lipcu 1983 w strukturach Karpackiej Brygady WOP odtworzono bataliony graniczne WOP w: Nowym Targu i Sanoku, w strukturach tego pierwszego funkcjonowała Strażnica WOP Łysa Polana .
W 1990 Strażnica WOP Łysa Polana była w strukturach Karpackiej Brygady WOP w Nowym Sączu.
Straż Graniczna:
16 maja 1991 strażnica na Łysej Polanie weszła w podporządkowanie Karpackiego Oddziału Straży Granicznej i przyjęła nazwę Strażnica Straży Granicznej na Łysej Polanie (Strażnica SG na Łysej Polanie).
W ramach reorganizacji struktur Straży Granicznej związanej z przygotowaniem Polski do wstąpienia, do Unii Europejskiej i przystąpieniem do Traktatu z Schengen. Podczas restrukturyzacji wprowadzono kompleksową ochronę granicy już na najniższym szczeblu organizacyjnym tj. strażnica i graniczna placówka kontrolna. Wprowadzona całościowa ochrona granicy zniosła podział na graniczne jednostki organizacyjne ochraniające tylko tzw. „zieloną granicę” i prowadzące tylko kontrole ruchu granicznego. W wyniku tego, 15 października 2002 Strażnica SG na Łysej Polanie została zniesiona, a ochraniany przez nią odcinek granicy państwowej wraz z obsadą etatową przejęła Graniczna Placówka Kontrolna Straży Granicznej na Łysej Polanie (GPK SG na Łysej Polanie) .

## Ochrona granicy

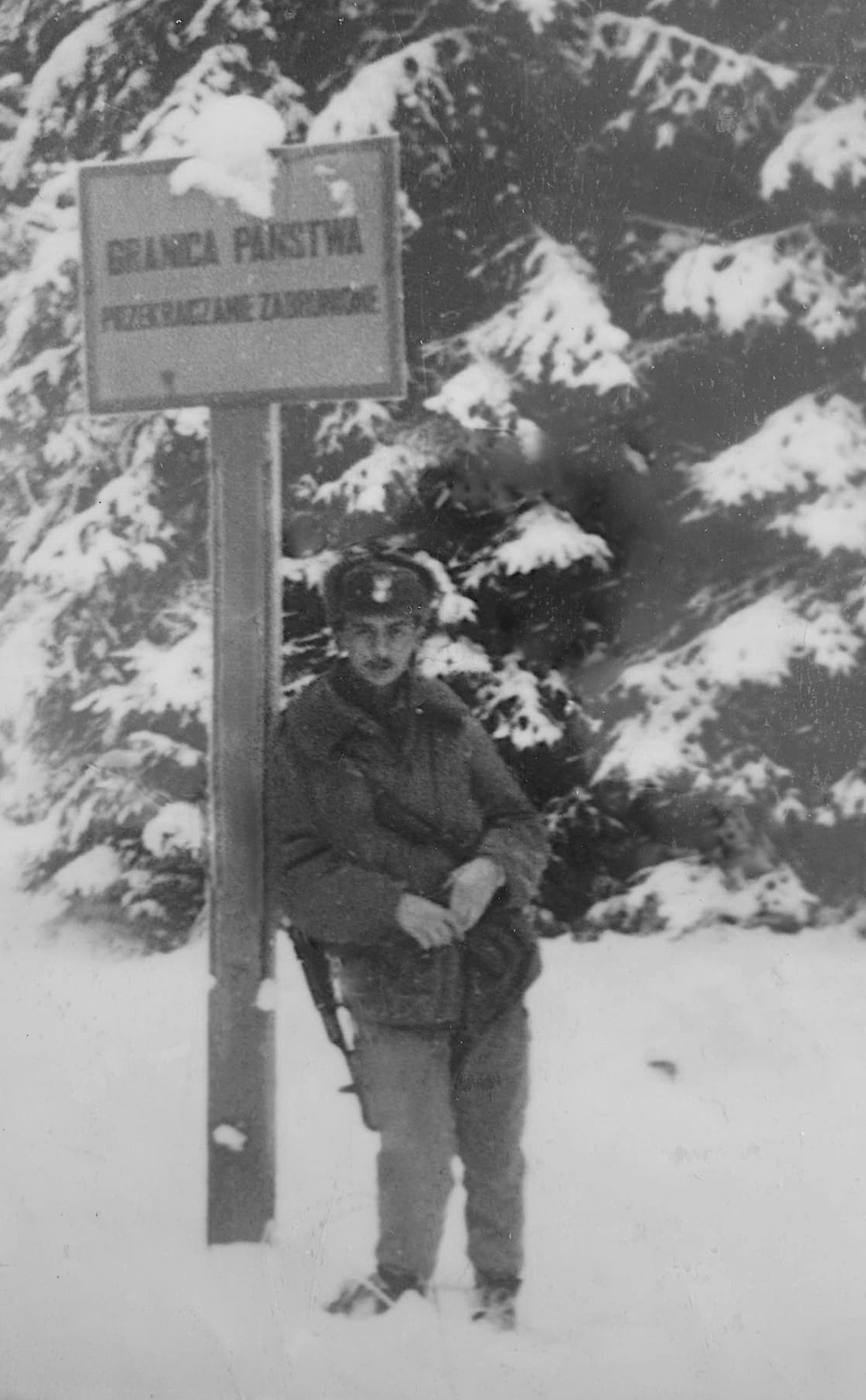
Żołnierz WOP z kbk AKMS przy tablicy „Granica Państwa Przekraczanie Zabronione“ (1990)

Na odcinku strażnicy funkcjonowało drogowe przejście graniczne, w którym kontrolę graniczną osób, towarów i środków transportu, wykonywała Graniczna Placówka Kontrolna Łysa Polana:
- Łysa Polana-Tatranská Javorina.

W 1956 na ochranianym odcinku przez 5 strażnicę WOP Łysa Polana funkcjonował punkt kontroli ruchu turystycznego, w których kontrolę graniczną i celną osób, towarów wykonywała załoga strażnicy:
- PKRT Morskie Oko.

W 1960 17 strażnica WOP Łysa Polana III kategorii ochraniała odcinek granicy państwowej o długości 22 400 m:
- Włącznie od znaku granicznego nr II/190, wyłącznie do znaku gran. nr II/218.

W ochronie granicy dowódcy strażnicy ściśle współpracowali ze swoimi odpowiednikami tj. naczelnikami placówek OSH (Ochrana Statnich Hranic) CSRS.
Straż Graniczna:
1 lipca 1999 na odcinku strażnicy zostało uruchomione przejście graniczne na szlaku turystycznym, gdzie kontrolę graniczną i celną wykonywała załoga strażnicy:
- Rysy-Rysy.

## Strażnice sąsiednie
- 186 strażnica WOP Jurgów ⇔ 188 strażnica WOP Kuźnice – 1946
- 186 strażnica OP Jurgów ⇔ 188 strażnica OP Kuźnica – 1949
- 191 strażnica WOP Jurgów ⇔ 192 strażnica WOP Zakopane Kuźnica – 15.03.1954
- 4 strażnica WOP Jurgów ⇔ 6 strażnica WOP Zakopane Kuźnica – 1956
- Strażnica WOP Jurgów ⇔ Strażnica WOP Zakopane – 1957
- 18 strażnica WOP Jurgów kat. II ⇔ 16 strażnica WOP Zakopane kat III – 01.01.1960
- 12 strażnica WOP Jurgów lądowa  kat. II ⇔ 10 placówka WOP Zakopane kat III – 01.01.1964
- Strażnica WOP Jurgów ⇔ Strażnica WOP Zakopane – 1990[12]

Straż Graniczna:
- Strażnica SG w Jurgowie ⇔ Strażnica SG w Zakopanem – 16.05.1991[14] .

## Komendanci/dowódcy strażnicy
- ppor./por. Zbigniew Kozyra (był w 1985–był w 1987).